# داگلاس ادواردز
داگلاس ادواردز (انگلیسی: Douglas Edwards; ۱۴ ژوئیهٔ ۱۹۱۷ – ۱۳ اکتبر ۱۹۹۰) گوینده اخبار رادیو و تلویزیون و روزنامه‌نگار اهل ایالات متحده آمریکا بود. ادواردز برای چهار دهه مجری برنامه‌های سی‌بی‌اس بود. در دهه ۱۹۴۰ پس از شش سال فعالیت در رادیو سی‌بی‌اس اولین خبرنگاری بود که به شبکه تازه‌کار تلویزیونی راه پیدا کرد و اولین مجری گوینده اخبار یک شبکه تلویزیونی سراسری آمریکا بود. ادواردز به مدت ۱۴ سال از ۱۹۴۸ تا ۱۹۶۲ هر روز هفته مجری اصلی اخبار تلویزیون سی‌بی‌اس بود. این برنامه در ابتدا یک برنامه ۱۵ دقیقه‌ای داشت که تحت عنوان اخبار پخش می‌گردید و بعداً به «سی‌بی‌اس اوینینگ نیوز» تغییر نام پیدا کرد و از ۱۹۶۳ تحت نظارت والتر کرونکیت به یک برنامه ۳۰ دقیقه‌ای تبدیل شد و کرونکیت جایگزین داگلاس ادواردز گردید. هرچند ادواردز «سی‌بی‌اس اوینینگ نیوز» را ترک کرد، اما به مدت یک ربع قرن دیگر همکاری‌اش را با سی‌بی‌اس ادامه داد و تا زمان بازنشستگی در ۱۹۸۸ گزارش‌های خبری را در رادیو و تلویزیون اجرا می‌کرد و در بخش تحریریه نیز اشتغال داشت.

## دوران جوانی و فعالیت حرفه‌ای
داگلاس در ۱۹۱۷ در ایدا، اکلاهما متولد شد، مادرش آلیس (خواهر دونالدسون) و پدرش تونی ام ادواردز، هر دو معلم مدارس دولتی بودند. داگلاس تنها فرزند خانواده بود. مادر داگلاس قبلاً ازدواج کرده بود و شوهر اولش در ۱۹۰۶ بر اثر بیماری حصبه درگذشت. در نتیجه آن ازدواج قبلی، داگلاس با یک برادر ناتنی، جان دبلیو مور، که ۱۲سال بزرگتر از داگلاس بود باهم بزرگ شدند. آلیس به طرز غم‌انگیزی شوهر دوم خود را نیز به دلیل بیماری از دست داد. هنگامی‌که داگلاس نوزاد بود، پدرش ام ادواردز بر اثر آبله درگذشت. آلیس که اکنون دو بار بیوه شده بود، برای تأمین هزینه‌های زندگی خود و دو پسرش به تدریس ادامه داد و در۱۹۳۰ ایالت اکلاهما را ترک گفت و برای موقعیت بهتر تدریس به همراه داگلاس و جان به نیو مکزیکو رفت، ابتدا به عنوان مربی در یک مدرسه عادی در سیلور سیتی، نیومکزیکو به کار مشغول شد. داگلاس فقط دو سال در سیلور سیتی زندگی کرد، اما در همان زمان علاقه شدیدی به فناوری و برنامه رادیویی پیدا کرد. او با استفاده از یک رادیو بلوری کوچک که به دست آورد، هر روز طیف وسیعی از پخش‌های منظم و رویدادهای ویژه را مانیتور می‌کرد. روشی که مواج رادیویی در بلندی‌های سیلور سیتی آسان‌تر گرفته می‌شد و به او این امکان را داد تا بتواند ایستگاه‌های دورتر را از لس آنجلس، دنور، فیلادلفیا، پیتسبرگ، آتلانتا و جاهای دیگر بگیرد. وی در یک مصاحبه به تجربه‌اش اشاره کرد: «چه تجربه ای بود، برنامه پخش شده‌ای که می‌توانستم از جاهای دوردست به دست بیاورم».

### اولین تجربه گویندگی در ۱۹۳۲
در ۱۹۳۲ داگلاس به همراه مادرش به جنوب شرقی آلاباما نقل مکان کردند. در شهر تروی، آلاباما مادرش توانست به عنوان مدیر مدرسه استخدام شود، جان برادر ناتنی داگلاس که در آن زمان ۲۶ ساله بود، ترجیح داد همراه با داگلاس و مادرش به آلاباما نرود و در نیومکزیکو ماند. داگلاس دوران نوجوانی خود را در تروی به سرگرمی رادیویی خود ادامه داد و همچنان به مانیتور کردن امواج کانالهای رادیویی پرداخت و آن را دنیای جدیدی می‌دانست و مسحور آن بود. مارتین ویل نویسنده ارشد روزنامه واشینگتن پست که بیوگرافی داگلاس ادواردز مجری خبر ۱۹۹۰ را پس از درگذشت وی تهیه کرد و در این روزنامه درج شد در مورد شیفتگی داگلاس در دوران جوانی نوشت: «رادیو در دوران نوجوانی داگلاس نقش مهمی داشت، او ساعتها به رادیو گوش می‌داد و در سن ۱۲ سالگی به خواندن داستان‌های روزنامه در گوشی تلفن خبری پرداخت و در ۱۵ سالگی توانست یک ایستگاه ۱۰۰ واتی را به کمک دوستان بزرگتر خود راه اندازی کند.»
با برپائی این ایستگاه موقت رادیویی در شهر تروی، آلاباما، داگلاس نوجوان به عنوان گوینده جوان این ایستگاه هفته ای ۲/۵ دلار دریافت می‌کرد تا با خواندن شعر و داستان سرایی هر گونه خلاء برنامه را پرکند. داگلاس ده سال بعد تجربه آن روزها را هیجان انگیز توصیف می‌کرد هرچند اعتراف کرده بود که خوب آواز نمی‌خواند اما تصریح کرد از پس آن برآمده بود و با نامه‌های حمایتی که دریافت می‌کرد تغذیه می‌شد و انگیزه ادامه کار پیدا می‌کرد.
وی از جمله جوایزی که دریافت کرد جایزه پیبادی بود.

### تحصیلات -۱۹۴۲-استخدام توسط سی بی اس
ادواردز پس از پایان تحصیلات متوسطه در دانشگاه آلاباما ثبت نام کرد تا موقتاً دوره‌های پیش پزشکی را بگذراند، سپس در کلاس‌های شبانه خبرنگاری در دانشگاه جورجیا و دانشگاه اموری در آتلانتا به ادامه تحصیل پرداخت، وی که علاقه‌مند به گرفتن مدرک دانشگاهی بود با کمبود پول برای تأمین هزینه تحصیلی مواجه شد، از آنجائیکه علاقه‌مند به کار در رادیو بود از ۱۹۳۵ تا ۱۹۴۰ در یک ایستگاه رادیویی کوچک در دوتان، آلاباما به کار مشغول شد، سپس در دابلیو. اس.بی. در آتلانتا و بعد در دابلیو اکس وای زد در دیترویت میشیگان به گویندگی اخبار در رادیو پرداخت. در ۱۹۴۲ به آتلانتا بازگشت و در سمت دستیار سردبیر در ایستگاه رادیویی دابلیو اس بی مشغول به کار شد، پیشنهادی از جانب شبکه سی‌بی‌اس نیویورک دریافت کرد، او پیشنهاد را پذیرفت تا برای استخدام برای گویندگی به نیویورک برود، در نیویورک به عنوان معاون خبرنگار جان چارلز دالی مشغول به کار شد و مجری اخبار اوینینگ نیوز سی‌بی‌اس شد. یک سال بعد از طرف سی‌بی‌اس به عنوان خبرنگار اعزامی به جنگ به خارج از کشور اعزام شد. ادواردز سپس مجری د ورلد تودی و همچنین اخبار جهان یکشنبه بعداز ظهر شد. دو سال بعد ادواردز به لندن اعزام شد تا به عنوان خبرنگار خارجی سی‌بی‌اس اخبار هفته‌های آخر جنگ جهانی دوم را گزارش کند. در پایان درگیری‌ها در مه ۱۹۴۵ ادواردز به عنوان مسئول دفتر اخبار شبکه سی بی اس برای گزارش اوضاع بعد از جنگ در آلمان و دادگاه‌های نورنبرگ در پاریس منصوب شد.

## مجری اخبار شبکه تلویزیونی سی‌بی‌اس ۱۹۶۲–۱۹۴۸

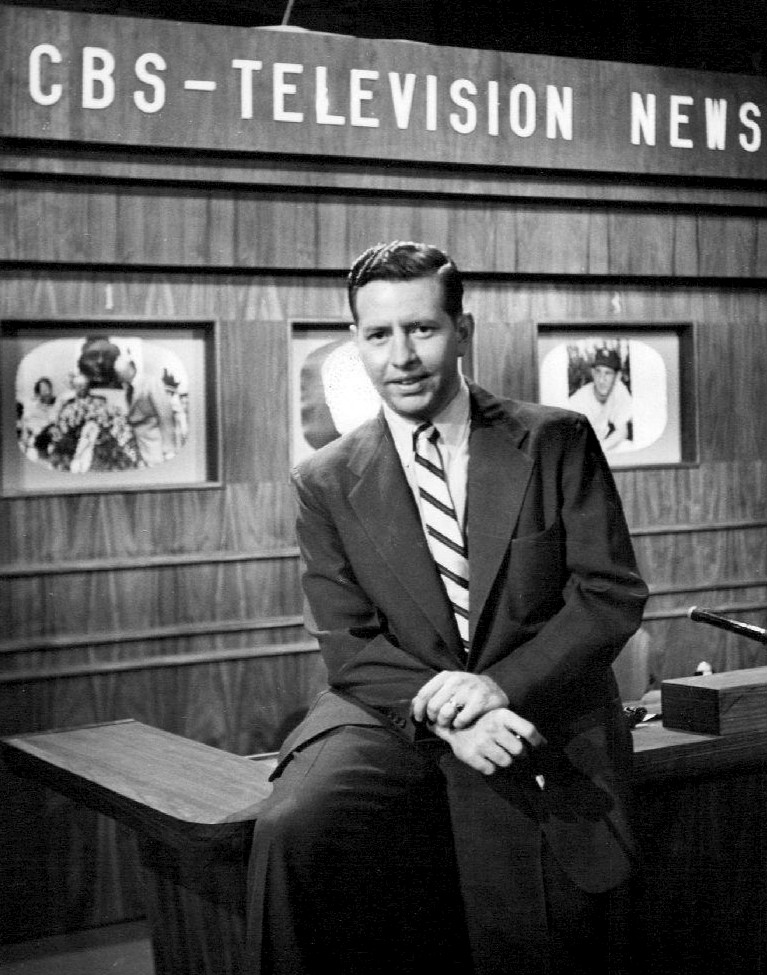
داگلاس ادواردز در برنامه «با داگلاس ادواردز در خبر». این اولین برنامه اخبار شامگاهی تلویزیون سی‌بی‌اس بود که از سال ۱۹۵۰آغاز شد.

ادواردز در مه ۱۹۴۶ از مأموریت رادیویی خود که به خارج از کشور اعزام شده بود به ایالات متحده بازگشت. در ۱۹۴۸ هنگامی که رسانه نوپای سی‌بی‌اس راه اندازی شده بود و خبرنگاران و مفسران برجسته از ورود به این رسانه نوپا دوری می‌کردند، ادواردز توسط مدیران شبکه سی‌بی‌اس انتخاب شد تا با مدیر دون هیویت هر هفته در تولید و ارائه یک برنامه خبری تلویزیونی همکاری کند و در آن سال سی‌بی‌اس موفق شد یک پوشش خبری کامل تلویزیونی از کنوانسیون‌های ملی حزب دموکرات و حزب جمهوریخواه آمریکا بدهد. ادواردز به عنوان «مجری» برنامه‌ها از اصطلاح سی‌بی‌اس به‌طور مداوم در متن خبر استفاده نمی‌کرد، تا اینکه در ۱۹۵۲، سیگ میکلسون، مدیر اخبار سی‌بی‌اس، در پوشش خبری دادن به کنوانسیون‌ها برای توصیف نقش والتر کرونکیت اصطلاح سی‌بی‌اس را در کنار نام مجری در کنوانسیون سیاسی شبکه سی‌بی‌اس وارد کرد. همین اصطلاح در همان روزهای اول برگزاری کنوانسیون در پخش اخبار روزانه تلویزیون به اجرا درآمد، این درحالی بود که در زمینه رسانه تصویری تجربه و فن آوری جدیدی برای ارائه گزارش‌ها به بینندگان وجود نداشت. در اواخر دهه ۱۹۴۰حامیان ادواردز و همکاران سی‌بی‌اس سریعاً روش‌هایی را پیشنهاد کردند که او بتواند گزارش‌های خود را برای مخاطبانش جالب‌تر کند. وی گفت: «من به‌یاد می‌آورم»، «در طوفان فکری که به من پیشنهاد می‌کردند مانند این بود که می‌خواستند با گذاشتن کلاه فوتبال بر سرم همزمان تفسیر مسابقه را انجام دهم».
برنامه خبری ادواردز با اخبار کاروان که توسط جان کامرون اسوایتز در سی بی اس ارائه می‌شد در رقابت بین اسوایتز و ادواردز بود. با این حال با وجود تلاشهای مداوم ادواردز و تهیه گزارش رویدادهای مهم توسط سی‌بی‌اس، این کانال به سرعت برتری خود را در بین رسانه‌ها به‌دست‌آورد به طوری که در بسیاری از برنامه‌های خبری در آن سالها ادواردز نقش دوگانه ای در برنامه خبری داشت، ادواردز در ۱۹۴۹ به قطب شمال سفر کرد، گزارش ترور هری ترومن در نوامبر ۱۹۵۰، همچنین در ژوئن ۱۹۵۳ گزارش تاجگذاری ملکه الیزابت دوم را ارائه کرد وی همچنین ۵ بار از جمله رویدادهای فرهنگی، مانند انتخاب زن شایسته آمریکا گزارش تهیه کرد. در اواسط دهه ۱۹۵۰ داگلاس ادواردز روزانه یک برنامه خبری یک ربعه داشت که قریب به ۳۰ میلیون نفر این برنامه را تماشا می‌کردند. او همزمان با گویندگی خبر به داستان‌های جدید خبری نیز پوشش می‌داد، از جمله در ژوئیه ۱۹۵۶ در حالی که بر فراز اقیانوس اطلس قرار داشت از داخل هلیکوپتر گزارش مستقیم غرق شدن کشتی ایتالیایی از خطوط کشتیرانی آندری دوریا را در صحنه گزارش کرد و این پوشش خبری مورد توجه گسترده مردم و تحسین منتقدان قرار گرفت. البته در اواخر دهه ۱۹۵۰ با شروع گزارش‌های هانتلی -برینکلی از ان بی سی که اصلی‌ترین رقیب سی بی اس به‌شمار می‌رفت باعث شد تا بیننده اخبار تلویزیونی ادواردز رو به کاهش بگذارد.

## ادامه کار برای سی‌بی‌اس، ۱۹۶۲–۱۹۸۸
خروج ادواردز از اخبار شامگاهی سی‌بی‌اس به کار او برای این شبکه چه در تلویزیون و چه در رادیو پایان نداد. او برای چندین سال، هم هنگامی که مجری شبکه سی‌بی‌اس بود و هم پس از آن، تیم خبری دیر هنگام محلی را در تلویزیون WCBS، کانال ایستگاه شاخص شبکه در شهر نیویورک، گویندگی کرد. او همچنین به مجری‌گری خود در د ورلد تونایت در رادیو CBS ادامه داد و از آوریل ۱۹۶۲ تا دهه ۱۹۸۰، گزارش‌های پنج‌دقیقه‌ای تلویزیون ملی در هفته را ارائه می‌کرد: اخبار بعد از ظهر CBS با داگلاس ادواردز بود، و پس از تعدیل برنامه، اخبار نیمروزی سی‌بی‌اس. با داگلاس ادواردز شد، و سپس خبار نیمروزی سی‌بی‌اس با داگلاس ادواردز. با شروع در سال ۱۹۷۹، او مجری اخبار صبح یکشنبه CBS و مجموعه برنامه‌های گفتگوی برای ما بود، و در سال ۱۹۸۷ به عنوان مجری مشترک با فیل دانیلز برای اخبار صبحگاهی سی‌بی‌اس خدمت کرد. ادواردز تا زمان بازنشستگی خود در آوریل ۱۹۸۸ به گویندگی اخبار فوری می‌پرداخت، یک بخش تلویزیونی ۷۴ ثانیه ای در روزهای هفته که برترین اخبار روز را برجسته می‌کرد، ادامه داد.

## زندگی شخصی و مرگ
ادواردز دو بار ازدواج کرد. در ۲۹ اوت ۱۹۳۹، در اقامت چندساله‌اش در جورجیا ادواردز با سارا بل برد، اهل کارولینای شمالی و ساکن آتلانتا ازدواج کرد. این زوج پس از ۲۶ سال زندگی مشترک از هم جدا شدند و در این مدت صاحب سه فرزند شدند: لین آلیس، رابرت آنتونی و دونا کلر. سپس، در ۱۰ می ۱۹۶۶، ادواردز با می همیلتون دانلپ در سانفرانسیسکو، کالیفرنیا ازدواج کرد. او و می تا زمان مرگ با هم ماندند.

در سال ۱۹۹۰، در سن ۷۳ سالگی، ادواردز بر اثر سرطان مثانه در خانه خود در ساراسوتا، فلوریدا درگذشت. پس از برگزاری مراسم یادبود در کلیسای نخل‌ها در ساراسوتا، جسد ادواردز سوزانده شد. 

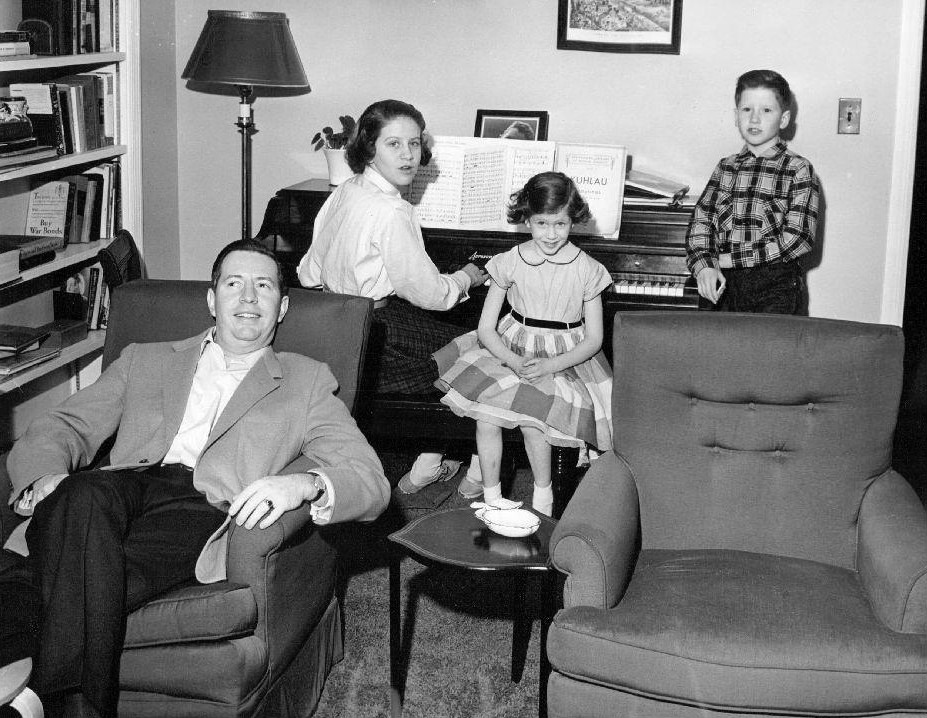
ادواردز در خانه در سال ۱۹۵۵ با سه فرزندش: (از سمت چپ) لین، دونا و بابی)